# 민영문
민영문(1957년 ~ 2010년)은 대한민국의 방송인이다.

## 학력
- 서울대학교 독어독문학과 학사

## 경력
- KBS 편성본부 애니메이션 PD (1986년 입사)
- KBS 외주제작국 애니메이션 운영팀장 (차장급)

## 연출한 프로그램
- 아기공룡 둘리
- 날아라 슈퍼보드